# بریت مورگان
بریت مورگان (انگلیسی: Britt Morgan؛ زاده ۱۲ اوت ۱۹۶۳) یک بازیگر پورنوگرافی اهل ایالات متحده آمریکا است.